# Горана Раичевић
Горана Раичевић (Нови Сад, 29. мај 1964) српска је историчарка и теоретичарка књижевности, преводилац, универзитетски професор.

## Биографија[1]

### Породица
Рођена је као Горана Кркљуш у породици просветних радника. Отац Славко Кркљуш (Шајкаш, 29. фебруар 1928 – Нови Сад, 1. фебруар 1999) био је професор дидактике на Катедри за педагогију на Филозофском факултету у Новом Саду, а мајка Нада, рођена Пејак (Силбаш, 18. септембар 1930 – Нови Сад, 27. јун 2020) професор математике у Средњој машинској школи. Има сина Видака (Нови Сад, 27. септембар 1993).

### Образовање
У Новом Саду похађала је основну школу и прва два разреда средње (заједничке основе), а два разреда усмереног образовања (културолошки смер) у Карловачкој гимназији. Завршила је студије југословенске књижевности и српскохрватског језика на Филозофском факултету у Новом Саду 1987. године са просечном оценом 9,88. За семинарски рад из светске књижевности добила је Бранкову награду Матице српске. Исте године уписала је постдипломске студије на Филолошком факултету у Београду (Наука о књижевности). Као постдипломац била је 1990. стипендиста Sasakawa фондације. Магистарски рад на тему „Критика заснована на читалачкој реакцији: концепција читања Стенлија Фиша“, под менторством Светозара Петровића одбранила је 1992. године пред комисијом у којој су, поред ментора, били Иво Тартаља и Љубиша Јеремић.

### Каријера
Као редактор на научном пројекту Српски биографски речник у Матици српској радила је од 1991. до 1. септембра 1999. Од тада је запослена на Филозофском факултету у Новом Саду – Катедрa за српску књижевност, у звању асистента – на предмету Српска књижевност 20. века. Докторску дисертацију „Природа и значај есејистике Милоша Црњанског“ (чланови комисије: ментор Мирослав Егерић, проф. др Славко Гордић и проф. др Миливој Ненин) одбранила је на Филозофском факултету у Новом Саду 4. децембра 2004. године. За доцента изабрана је 2005, за ванредног професора 2010, за редовног професора 2015. године.
Држи наставу на предметима Књижевност српске модерне, Књижевност српске авангарде, Поетика Милоша Црњанског, Поетика Ива Андрића, Нове књижевне теорије, О есеју. Учествовала је као истраживач на неколико републичких и покрајинских научних пројеката. Од 2011. до 2019. била је руководилац пројекта Аспекти идентитета и њихово обликовање у српској књижевности који је финансирало Министарство просвете, науке и технолошког развоја.

#### Друге стручне активности
Од 2012. до 2015. године била је шеф Одсека за српску књижевност. Члан је Управног одбора Матице српске, Одбора за књижевност и језик Матице српске, Одбора Рукописног одељења Матице српске, Управног одбора Задужбине Милоша Црњанског и члан Друштва књижевника Војводине. Уредник је Сабраних дела Александра Тишме које издаје Академска књига.

#### Научни рад
У свом научном раду бави се у првом реду поетиком Милоша Црњанског и Ива Андрића, а у њеном научном опусу налазе се и радови о Вељку Петровићу, Лази Костићу, Бранку Радичевићу, Александру Тишми, Исидори Секулић, Милану Кашанину, Ђури Јакшићу, Душану Васиљеву, Сретену Марићу, Боривоју Маринковићу, Радомиру Константиновићу.
Књижевношћу се бави како са аспекта теорије тако и у историјском контексту. Епоху српске модерне тумачи у импресионистичком кључу. Авангарду као епоху проучава као исходиште поетика два најважнија српска писца у 20. столећу Милоша Црњанског и Ива Андрића. Пише о проблематици индивидуалистичког и колективистичког начела у српској књижевности. Аутор је више од сто научних радова и есеја.

## Награде
- Награда „Лаза Костић” Новосадског сајма књига, за књигу Агон и меланхолија, 2021.[2]
- Награда „Николај Тимченко” Задужбине Николаја Тимченка у Лесковцу, за књигу Агон и меланхолија, 2021.[3]
- Медаља за културу за очување културне баштине Културног центра Војводине „Милош Црњански”, 2021.[4]
- Награда „Никола Милошевић” Радио Београда 2, за књигу Агон и меланхолија, 2022.[5]

## Дела

### Ауторске књиге
- Читање као креација, Савез педагошких друштава Војводине, Нови Сад 1997. COBISS.SR-ID - 123621127[мртва веза]
- Библиографија српских некролога, са Маријом Клеут и Милицом Бујас, Матица српска, Нови Сад 1998. COBISS.SR-ID - 128705543[мртва веза]
- Лаза Лазаревић: јунак наших дана, Савез педагошких друштава Војводине, Нови Сад 2002. COBISS.SR-ID - 180514311[мртва веза]
- Есеји Милоша Црњанског, Издавачка књижарница Зорана Стојановића, Сремски Карловци – Нови Сад 2005. COBISS.SR-ID - 207356167[мртва веза]
- Коментари „Дневника о Чарнојевићу“ Милоша Црњанског, Академска књига, Нови Сад 2010. COBISS.SR-ID - 249789447[мртва веза]
- Кротитељи судбине: О Црњанском и Андрићу, Алтера, Београд 2010. COBISS.SR-ID - 174269964[мртва веза]
- Други свет – Есеји о књижевности: историја, теорија, критика, Службени гласник, Београд 2010. COBISS.SR-ID - 176791052[мртва веза]
- Агон и меланхолија: живот и дело Милоша Црњанског, Академска књига, Нови Сад 2021. COBISS.SR-ID - 31570697[мртва веза]

### Преводи
- Ерик А. Хавелок, Муза учи да пише, Светови, Нови Сад 1991. COBISS.SR-ID - 5887495[мртва веза]
- Нортроп Фрај, Анатомија критике: четири есеја, Orpheus, Нови Сад 2005. COBISS.SR-ID - 207225351[мртва веза]
- Џеј Мекинерни, Прича мог живота, Просвета, Београд 2007. COBISS.SR-ID - 143675660[мртва веза]
- Артур Лавџој, Велики ланац бића: проучавање историје једне идеје, Академска књига, Нови Сад 2014. COBISS.SR-ID - 286282503[мртва веза]

### Приређивачки рад
- Лаза К. Лазаревић, Изабрана дела, Издавачка књижарница Зорана Стојановића, Сремски Карловци 2003. COBISS.SR-ID - 183932935[мртва веза]
- Милош Црњански, Милош Црњански. 2, Издавачки центар Матице српске, Нови Сад 2011. COBISS.SR-ID - 264206855[мртва веза]
- Милош Црњански, Милош Црњански. 3, Издавачки центар Матице српске, Нови Сад 2012. COBISS.SR-ID - 269713927[мртва веза]
- Идеје, са Миливојем Ненином, Андрићев институт, Вишеград 2016. COBISS.SR-ID - 6182424[мртва веза]
- Александар Тишма, Дан одлагања, Академска књига, Нови Сад 2017. COBISS.SR-ID - 315635463[мртва веза]